# Ophiusa discalis
Ophiusa discalis là một loài bướm đêm trong họ Erebidae.